# Артеменко Степан Єлизарович
Арте́менко Степа́н Єлиза́рович (нар. 22 (9) січня 1913 — пом. 5 травня 1977) — командир 3-го стрілецького батальйону 447-го стрілецького полку 387-ї стрілецької дивізії, майор. Двічі Герой Радянського Союзу (27 лютого 1945 року, 31 травня 1945 року).

## Життєпис
Народився 22 січня 1913 року в селі Рацулове Одеського повіту Херсонської губернії. Українець. Закінчив 7 класів середньої школи та курси зоотехніків. Працював заступником бригадира колгоспу.
У 1935 році призваний до Червоної Армії. З 24 листопада 1937 року працював на посаді дільничого уповноваженого у Роздільнянському районному відділку НКВС.
Під час німецько-радянської війни — рядовий, командир взводу, роти і мотострілецького батальйону на Південно-Західному, Центральному, Сталінградському, Першому Білоруському, Першому і Другому Українських фронтах.
У вересні 1941 року в оборонних боях під Харковом замінив убитого командира взводу. Взвод утримав свої позиції, за що Артеменко С. Є. отримав свою першу нагороду — медаль «За відвагу», а за кілька днів йому надано військове звання молодший лейтенант.
Указом Президії Верховної Ради СРСР від 27 лютого 1945 року за вміле командування батальйоном 447-го стрілецького полку (387-а стрілецька дивізія, 61-а армія, 1-й Білоруський фронт) під час прориву ворожої оборони на південь від Варшави, капітан Артеменко С. Є. відзначений званням Героя Радянського Союзу (медаль № 5687).
Указом Президії Верховної Ради СРСР від 31 травня 1945 року за бойові заслуги при форсуванні Одри і в боях за Берлін майор Артеменко С. Є. нагороджений другою медаллю «Золота Зірка».
Після війни — на керівних посадах у сухопутних військах. Тривалий час був військовим комісаром одного з РВК м. Одеса. Від 1955 — полковник у відставці. Працював на заводі імені Січневого повстання в Одесі.
Помер 5 травня 1977 року. Похований в Одесі.

## Нагороди
- Дві медалі «Золота Зірка» Героя Радянського Союзу
- Орден Леніна
- Два ордена Червоного Прапора
- Орден Олександра Невського
- Орден Вітчизняної війни 1-го ступеня
- Орден Червоної Зірки
- Медаль «За відвагу»

інші медалі

## Пам'ять

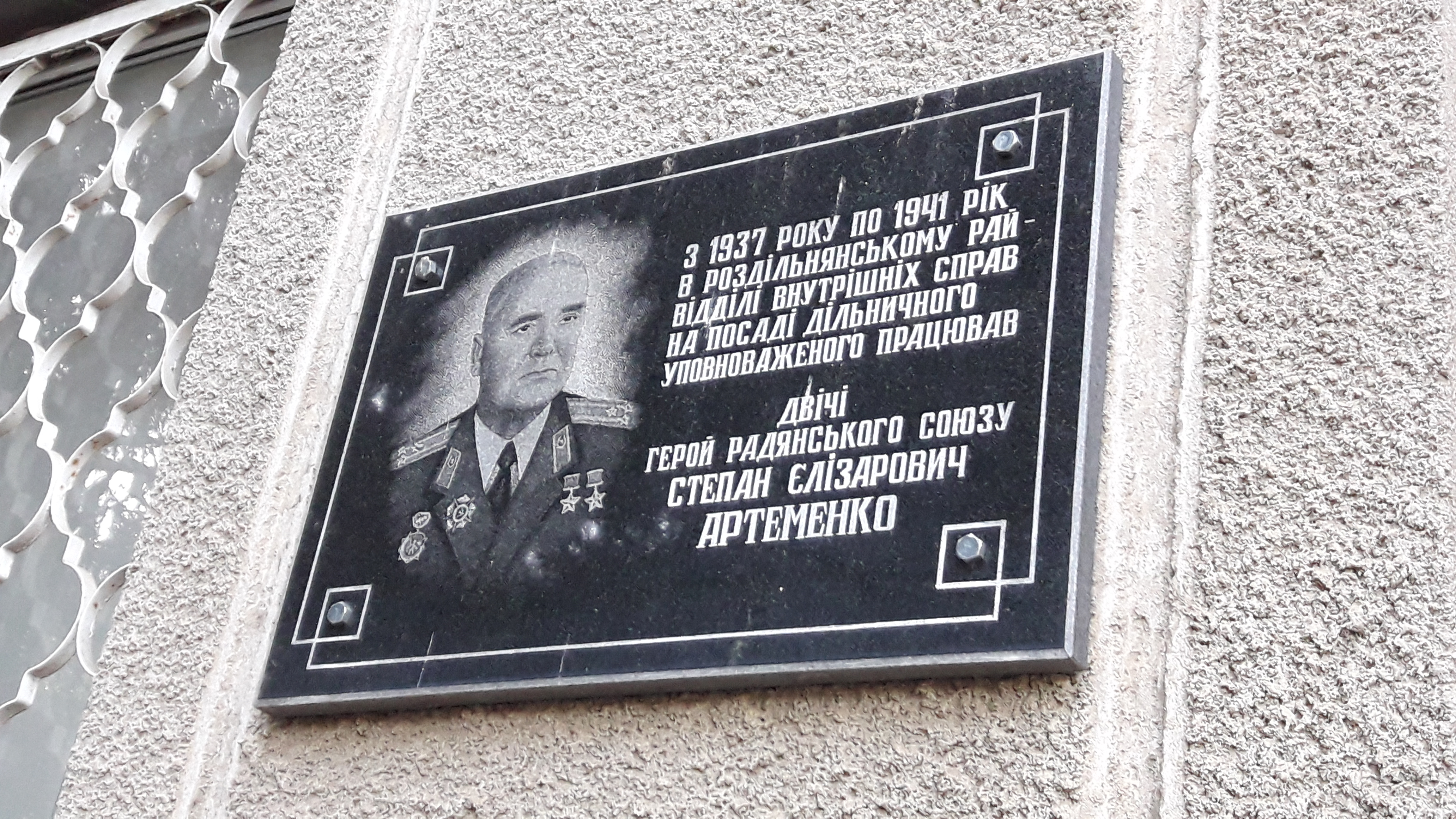
Меморіальна дошка на будівлі Роздільнянського відділу поліції

На батьківщині Героя встановлено бронзове погруддя.
В Одесі на будинку, в якому мешкав С. Є. Артеменко, встановлено меморіальну дошку.
В Роздільній на будинку районного відділку МВС України встановлено меморіальну дошку.
Також у Роздільній на його честь названий провулок.
На його честь названо вулицю Артеменка в місті Дубровиця, Рівненської області, так як під його командуванням 447 полк 397-ї Сарненської Червонопрапорної ордена Кутузова другого ступеня стрілецької дивізії, перший вступив на Дубровиччину в січні 1944 року, дислокувався тут тривалий час, аж до початку знаменитої наступальної операції «Багратіон». Артеменко є почесним громадянином Дубровиці.